# Ray Lynch
Ray Lynch (ur. 3 lipca 1943 w Salt Lake City, w stanie Utah) – amerykański kompozytor muzyki new age. Trzykrotnie zdobył nagrodę muzyczną Billboardu za swoją muzykę instrumentalną.

## Dyskografia
- The Sky of Mind (1983)
- Deep Breakfast (1986)
- No Blue Thing (1989)
- Nothing Above My Shoulders but the Evening (1993)
- Ray Lynch: Best Of, Volume One (1998)